# Lacs de Clairvaux

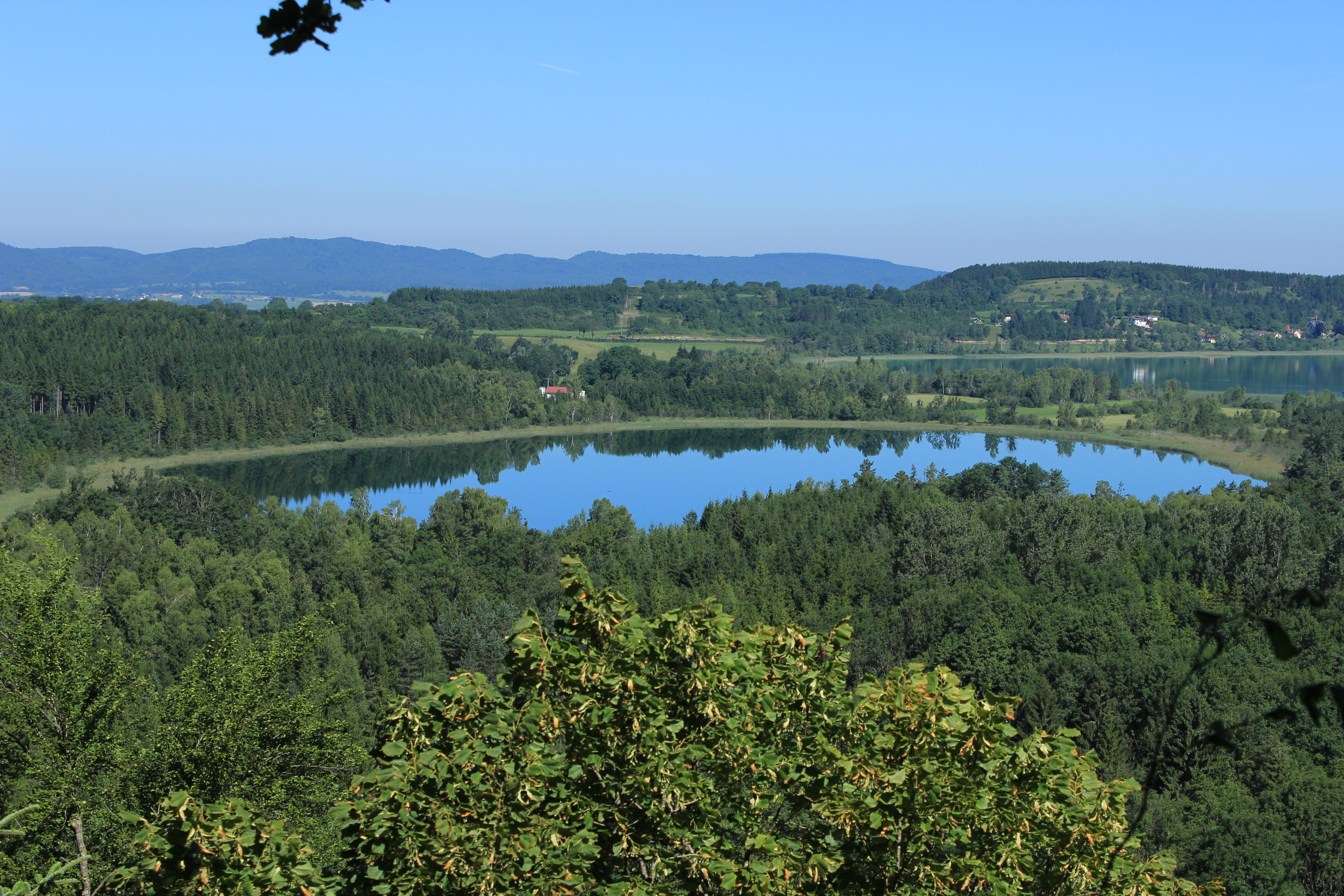
Petit lac de Clairvaux.

Les lacs de Clairvaux sont deux lacs situés sur la commune de Clairvaux-les-Lacs dans le département du Jura en Franche-Comté, dans la Région des lacs du Jura français.

## Géographie

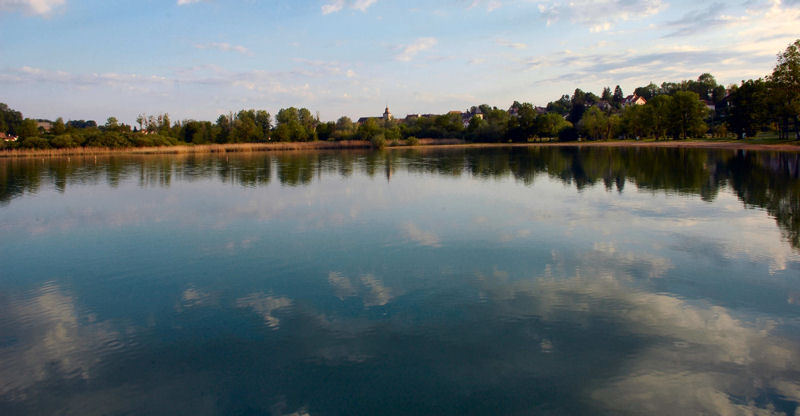
Grand lac de Clairvaux.

Les deux lacs de Clairvaux sont le Grand Lac et le Petit Lac, d'origine glaciaire du Quaternaire, ils sont situés dans une petite reculée creusée par le glacier dans le plateau de Champagnole. Le Petit Lac, situé au fond de la reculée, est entouré comme le Grand Lac d'un marécage qui les sépare, le Petit Lac étant situé immédiatement en amont du Grand Lac. Ils sont alimentés par un ruisseau qui prend sa source dans la reculée, en amont du Petit Lac, et qui relie ce dernier au Grand Lac en passant dans le marécage, avant de traverser le village de Clairvaux et de se jeter dans le Drouvenant.
Les deux lacs sont assez pauvres en poissons, on trouve néanmoins quelques perches, tanches, grémilles et brèmes.

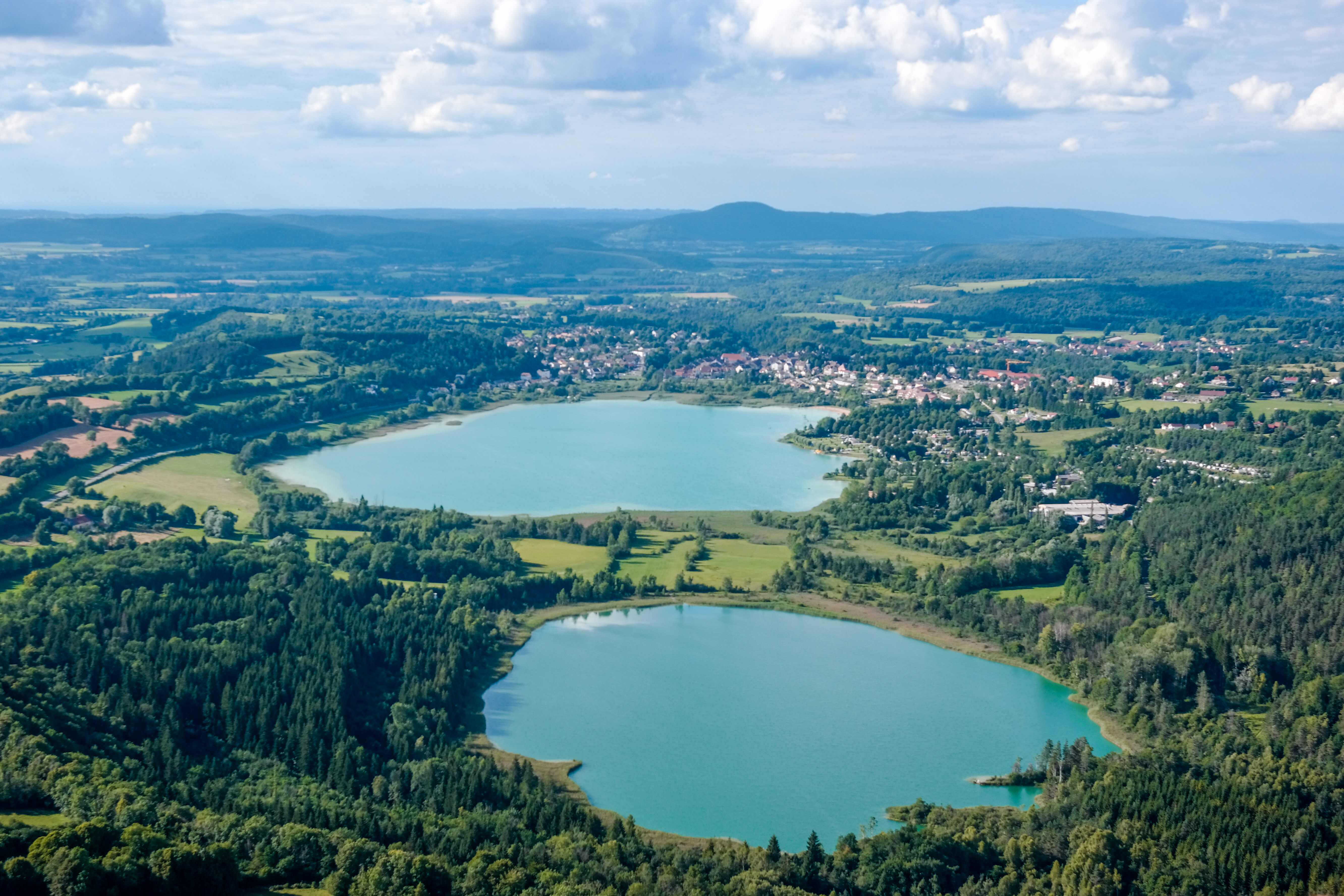
Les deux lacs de Clairvaux.
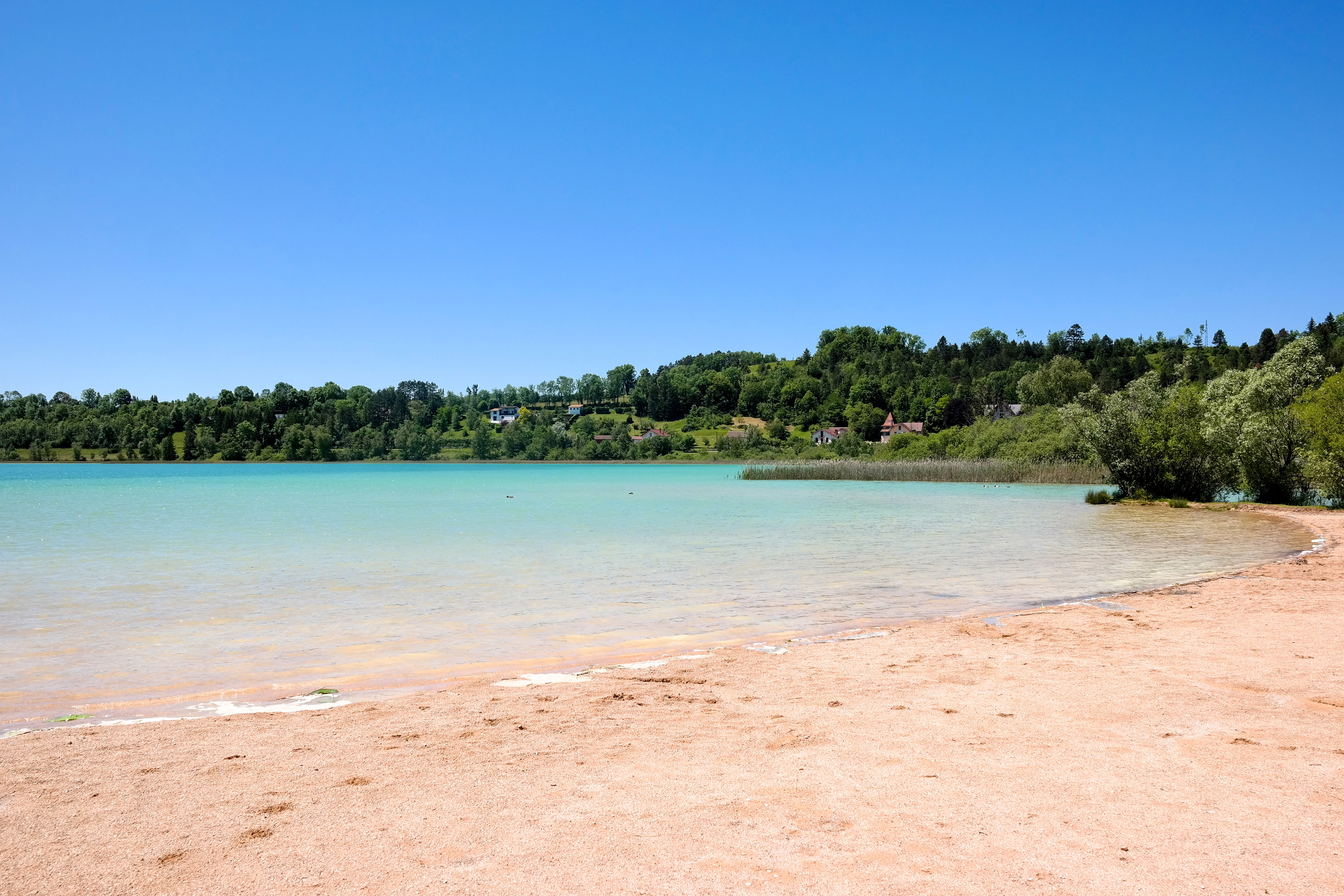
Grand Lac de Clairvaux et sa plage.
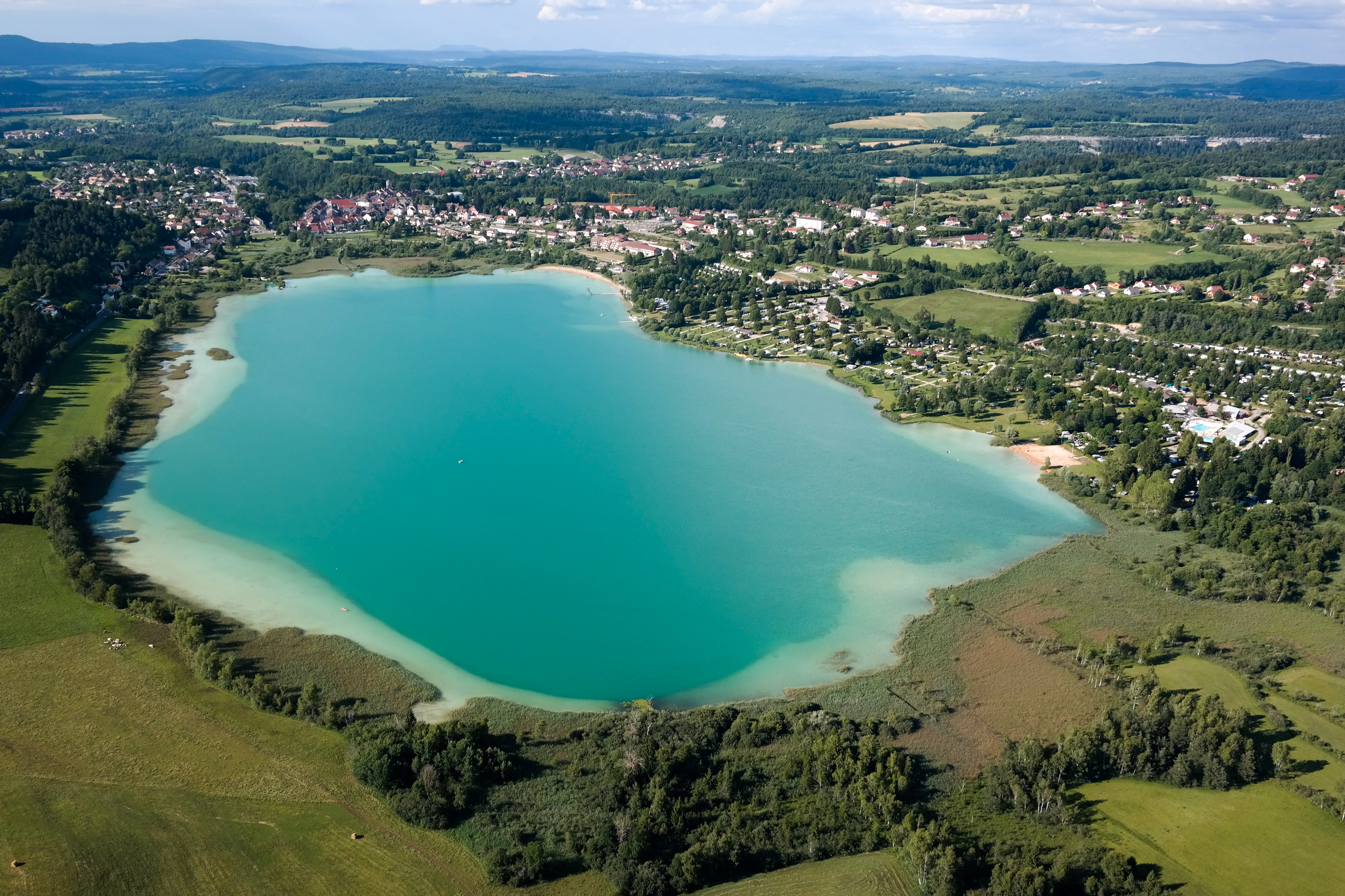
Le Grand Lac de Clairvaux
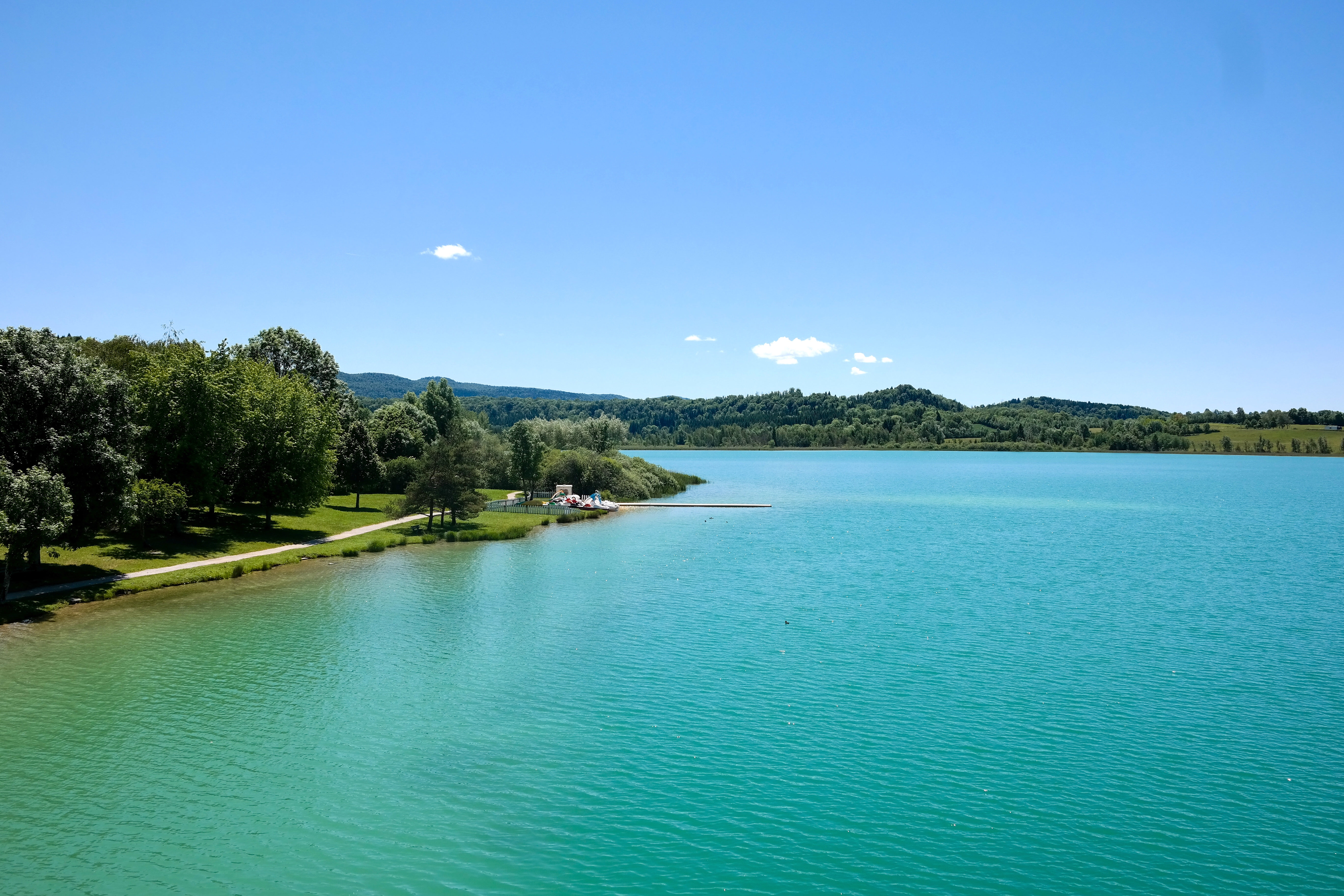
Grand Lac de Clairvaux.
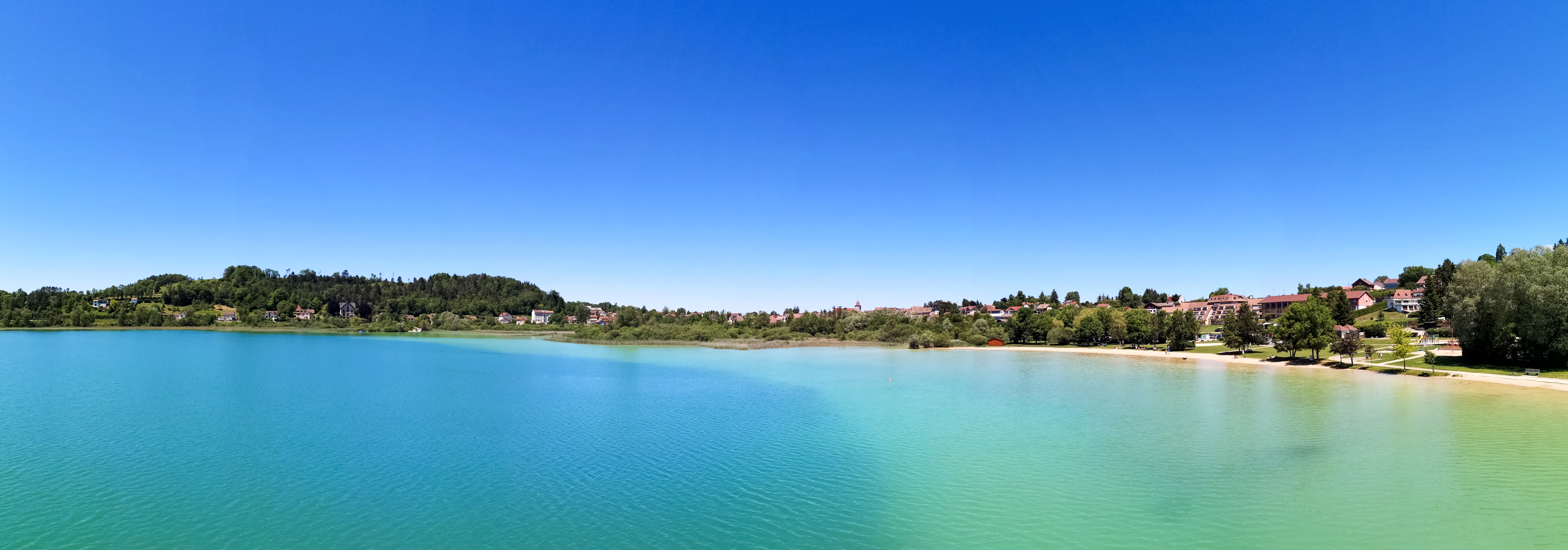
Grand Lac de Clairvaux depuis le plongeoir.